# Jow Kanak
Jow Kanak (persiska: جو کنک) är en ort i Iran.   Den ligger i provinsen Khuzestan, i den centrala delen av landet, 500 km söder om huvudstaden Teheran. Jow Kanak ligger 320 meter över havet och antalet invånare är 152.
Terrängen runt Jow Kanak är kuperad österut, men västerut är den platt. Jow Kanak ligger nere i en dal. Runt Jow Kanak är det ganska tätbefolkat, med 58 invånare per kvadratkilometer. Närmaste större samhälle är Rāmhormoz, 13,3 km sydväst om Jow Kanak. Omgivningarna runt Jow Kanak är i huvudsak ett öppet busklandskap.